# Воскресенки (Тульская область)
Воскресенки — село в Ясногорском районе Тульской области России.
В рамках административно-территориального устройства относится к Богословской сельской территории Ясногорского района, в рамках организации местного самоуправления включается в Иваньковское сельское поселение.

## Название
До революции 1917 года именовалась как село Воскресенское, Красное — Воскресенское, Воскресенки, Красный погост..

## География
Село находится в северной части Тульской области, в зоне хвойно-широколиственных лесов, в пределах Среднерусской возвышенности, на правом берегу реки Беспуты, на расстоянии примерно 31 километра (по прямой) к северо-востоку от города Ясногорска, административного центра района. Абсолютная высота — 130 метров над уровнем моря.

### Климат
Климат характеризуется как умеренно континентальный. Среднегодовая многолетняя температура воздуха составляет +3,6 — +3,8 °С. Абсолютный минимум температуры воздуха холодного периода составляет −41 °C; абсолютный максимум тёплого периода — +37 °C. Безморозный период длится около 138 дней. Продолжительность периода активной вегетации растений составляет примерно 134 дня. Среднегодовое количество атмосферных осадков составляет 584—586 мм, из которых большая часть (396—400 мм) выпадает в тёплый период. Снежный покров держится в течение 144—147 дней. Среднегодовая скорость ветра составляет 4 м/с.

### Часовой пояс
Село Воскресенки, как и вся Тульская область, находится в часовой зоне МСК (московское время). Смещение применяемого времени относительно UTC составляет +3:00.

## История
Действовала Церковь Троицы Живоначальной. В церковный приход  относились жители села и деревень Михнево, Щепихово, Тепловка, Перетрутово и Дьяково, с населением крестьян в числе 327 душ мужского и 347 женского пола (Малицкий П. И. «Приходы и церкви Тульской епархии». — Тула, 1895 г. Каширский уезд, стр. 428).

## Население
| 2010 |
| ---- |
| 0    |

## Инфраструктура
Личное подсобное хозяйство с зоной сельскохозяйственного использования, индивидуальная застройка усадебного типа.
Электрифицирована, действует трансформаторная подстанция № 5274.

## Транспорт
Просёлочные дороги. 